# Љубов Јароваја (ТВ филм)
„Љубов Јароваја” је југословенски ТВ филм из 1957. године. Режирао га је Данијел Марушић који је, по делу Константина Трењова, написао и сценарио.

## Улоге
| Глумац           | Улога |
| ---------------- | ----- |
| Јурица Дијаковић |       |
| Перо Квргић      |       |
| Миа Оремовић     |       |
| Мира Зупан       |       |